# Deji Akindele
Jeleel Ayodeji Akindele, detto Deji (Lagos, 2 aprile 1983), è un ex cestista e allenatore di pallacanestro nigeriano.

## Palmarès
- Campionato montenegrino: 1

Budućnost: 2013-14
- Coppa del Montenegro: 1

Budućnost: 2014